# Димитър Виячев
Димитър Георгиев Виячев е български дипломат, журналист и политик от БЗНС (казионен), заслужил деятел на културата.

## Биография
Роден е на 23 юни 1924 г. в Чипровци. След 9 септември 1944 г. е член на УС на ЗМС. От 1948 г. е на БЗНС. Известно време е редактор-уредник на в. „Младежко знаме“ и на сп. „Младеж“. От 1948 до 1964 г. е последователно отговорен секретар и първи заместник главен редактор на в. „Земеделско знаме“ (1952 – 1964). През 1964 г. започва работа като завеждащ отдел „Политическа просвета“ в Постоянното присъствие на БЗНС. Остава на тази позиция до 1973 г. Членува в УС на Съюза на българските журналисти. Между 1973 и 1980 г. е посланик на България в Норвегия. През 1980 г. става секретар на Националния съвет на ОФ. От XXXI конгрес на БЗНС е член на нейния управителен съвет. Умира на 14 януари 2001 г. в София.